# Elin Mohlin
Elin Mohlin (Sollefteå, 20 marzo 1991) è una fondista svedese.

## Biografia
Originaria di Östersund, in Coppa del Mondo ha esordito il 17 febbraio 2012 a Szklarska Poręba (36ª) e ha ottenuto la prima vittoria, nonché primo podio, il 5 febbraio 2017 a Pyeongchang Alpensia. In carriera non ha preso parte né a rassegne olimpiche né iridate.

## Palmarès

### Coppa del Mondo
- Miglior piazzamento in classifica generale: 83ª nel 2017
- 1 podio (a squadre):
  - 1 vittoria

#### Coppa del Mondo - vittorie
| Data            | Località             | Nazione       | Specialità                  |
| --------------- | -------------------- | ------------- | --------------------------- |
| 5 febbraio 2017 | Pyeongchang Alpensia | Corea del Sud | TS TL (con Maria Nordström) |

Legenda:

TL = tecnica libera

TS = sprint a squadre